# Edward Stachura
Edward Stachura (Charvieu-Chavagneux, 18 de agosto de 1937 — Varsóvia, 24 de julho de 1979) foi um poeta e escritor polaco nascido na França. Alcançou maior notoriedade nos anos 1960, tendo sido premiado tanto pela sua poesia como pela sua prosa. A sua obra inclui quatro volumes de poesia, três coleções de contos, dois romances, um livro de ensaios, e um trabalho final, Fabula Rasa, de difícil classificação. Para além da escrita, Stachura foi tradutor do Espanhol e do Francês para a língua polaca de autores como Jorge Luis Borges, Gaston Miron e Michel Deguy. Também escreveu músicas, e interpretava-as ocasionalmente. Suicidou-se aos quarenta e um anos.

## Vida e escrita

### Infância e adolescência
Edward Stachura nasceu a 18 de agosto de 1937, no seio de uma família de emigrantes polacos, em Charvieu-Chavagneux, zona de Isère, na parte oriental de França. Foi o segundo de quatro filhos de Stanisław e Jadwiga Stachura (Stępkowska, de solteira), que se conheceram em França depois de terem emigrado no início dos anos 1920 à procura de trabalho.
Stachura viveu os primeiros onze anos da sua vida em França. A família vivia numa enorme casa alugada, partilhada por uma grande variedade multicultural de emigrantes . Mais tarde, Stachura descreve esse ambiente no seu primeiro romance e fala de uma mistura de gregos, albanos, arménios, italianos, árabes, entre outras nacionalidades. Stachura frequentou uma escola francesa e, uma vez por semana, a escola polaca com um professor providenciado pelo consulado. O seu irmão Ryszard, oito anos mais velho, diz que o mais novo Edward era delicado, amável, mas excecionalmente teimoso: na escola tinha o hábito de corrigir os professores se as suas ideias não correspondiam com o que ele sabia por outras fontes.
Em 1948 a família mudou-se para a Polónia e instalaram-se numa pequena casa de telhado de colmo com apenas um quarto, na aldeia de Łazieniec perto de Aleksandrów Kujawski, herança da mãe. Stachura terminou a escola básica em Aleksandrów Kujawski em 1952, em apenas três anos, mesmo que, de acordo com a sua mãe, a sua aptidão em Polaco fosse insuficiente.
Começou o ensino médio em Ciechocinek. Numa primeira fase, Stachura planeava seguir a carreira de engenheiro eletrotécnico, e gostava também de biologia e geografia, mas os seus interesses foram gradualmente mudando no sentido das artes visuais e da literatura. Por causa de conflitos na escola e com o seu pai, Stachura mudou-se para junto do seu irmão em Gdynia, onde terminou o ensino médio em 1956. Durante esse tempo, publicou os seus primeiros poemas.
Depois de uma tentativa falhada de entrar na universidade de artes, regressou a casa, onde desempenhou trabalhos menores, ao mesmo tempo que escrevia poesia e se correspondia com outros jovens escritores. Depois mudou-se para Toruń, onde fez conferências no departamento de arte na Universidade Nicolaus Copernicus, e participou no movimento literário da cidade.

### Universidade e as primeiras publicações
Stachura entrou na Universidade Católica de Lublin em 1957, para estudar Filologia Francesa. Lutando contra difíceis problemas financeiros, Stachura continuou a escrever e a procurar ativamente oportunidades para publicar os seus trabalhos. Interrompeu os seus estudos na universidade duas vezes, e depois de viajar pelo país em 1959 e 1960, transferiu-se finalmente para a Universidade de Varsóvia. Essa mudança foi motivada principalmente pelo desejo de facilitar a publicação do seu trabalho. Continuou a escrever, publicando poesia na imprensa, e envolveu-se ativamente no meio literário. O ano de 1962 assinalou dois eventos importantes na vida do escritor: a publicação do primeiro livro — uma coleção de contos intitulada Jeden dzień (Um dia); e o seu casamento com Zyta Anna Bartkowska — futura autora de romances e contos publicados sob o pseudónimo de Zyta Oryszyn. No ano seguinte, Stachura publicou o seu primeiro livro de poesia, Dużo ognia. Apesar das dificuldades económicas, licenciou-se em 1965 com um mestrado em Filologia Românica, com uma tese de discussão sobre o trabalho de Henri Michaux.

### Maturidade e reconhecimento
Os anos que se seguiram à licenciatura assinalaram o florescimento do trabalho de Stachura. A segunda coleção de contos, Falując na wietrze, foi publicada em 1966. O livro recebeu o prémio anual da Associação de Autores da Polónia. Por volta dessa época, Stachura começou uma espécie de publicação, na qual ele colecionou várias notas, muitas das quais foram mais tarde incorporadas nos seus trabalhos. Mais dois livros de poesia foram depois publicados em 1968: Przystępuję do ciebie e Po ogrodzie niech hula szarańcza; o último recebeu o prestigiado prémio Stanisław Piętak. Em 1969 Stachura publicou o seu primeiro romance, Cała jaskrawość, tendo o trabalho no romance começado três anos antes em forma de notas na publicação que ele ia lançando. O segundo romance, Siekierezada albo zima leśnych ludzi, foi publicado em 1971, com o qual o autor ganhou o prémio Stanisław Piętak pela segunda vez. Como o primeiro romance, o livro começa com notas da publicação iniciada em 1967, e foi escrito parcialmente no México, onde Stachura estudou em 1969 e 1970, graças uma bolsa de estudo de doze meses atribuída pelo governo mexicano.
O período durante a escrita e diretamente depois de terminar o seu segundo romance foi particularmente difícil para Stachura. O seu casamento desintegrou-se, atirando-o para uma depressão durante a qual ele ponderou o suicídio. Depois do seu regresso do México, Stachura viajou pela Polónia, entregue ao consumo exagerado de álcool. Em 1971, visitou o Médio Oriente: Damasco e Beirute, e regressou à Polónia via Roma e Praga. Em janeiro de 1972, perdeu o seu "pai adotivo", Rafael Urban: escritor e contador de histórias, que morrera de cancro. Em setembro, o casamento de Stachura foi formalmente terminado, e dois meses mais tarde o seu pai, Stanisław Stachura, morre, também de cancro. 

### Os anos finais
Em 1973 Stachura viajou para a Noruega, depois para Genebra para receber o prémio Kościelski, e de lá para França, para visitar o local do seu nascimento, em Charvieu-Chavagneux. No ano seguinte, permaneceu alguns meses nos Estados Unidos, no Canadá, e no México. Em 1975 publicou Wszystko jest poezja, uma coleção de ensaios, misturando comentários sobre eventos do dia-a-dia do autor com reflexões filosóficas sobre a natureza do processo criativo entre vida e literatura. A esse livro seguiu-se a publicação de um poema longo, "Kropka nad ypsylonem" na publicação literária mensal Twórczość.
Nos anos seguintes, Stachura começou a afastar-se gradualmente dos eventos e das pessoas. Esta transformação levou por fim ao que é descrito por alguns como o período místico na sua vida e na sua escrita, enquanto outros descrevem essa fase como a prova da progressão da sua doença mental. Em 1977 publicou Się — uma coleção de contos empregando uma técnica narrativa peculiar, sugerindo, na seleção final, a eliminação da corporalidade. O livro obteve diferentes tipos de receções. No ano de 1978 publicou o seu último volume de poesia, Missa pagana. O livro seguinte, Fabula rasa, foi a sua última publicação. Lançado em 1979, o trabalho vai na mesma linha de Się, publicado dois anos antes — Stachura até insistiu (embora sem sucesso) que o seu nome na capa fosse substituído por "Ninguém". O livro recebeu críticas de um extremo ao outro: variaram entre considerarem o livro uma manifestação do declínio mental do autor (Ziemowit Fedecki), até ao elogio como um dos grandes trabalhos da literatura mundial (Andrzej Falkiewicz).
Apesar da avaliação polarizada ao seu último trabalho, não restaram dúvidas de que o autor sofria na época de problemas mentais. Em abril de 1979, esteve envolvido num misterioso acidente de comboio: recusava-se a afastar dos carris, através dos quais caminhava, apesar de ele ter visto um comboio a aproximar-se. Sofreu um traumatismo craniano e perdeu grande parte da sua mão direita. Depois de um período de hospitalização no departamento psiquiátrico (que ele próprio pediu), Stachura regressou a casa da sua mãe em Aleksandrów Kujawski. Aprendeu a escrever com a mão esquerda e descreveu as suas experiências anteriores, durante e depois do acidente, num relato profundo e emocional, mais tarde publicado sob o título "Pogodzić się ze światem" ("Chegar a termos com o Mundo"). Continuou a escrever esse relato até quatro dias antes da sua morte. Stachura suicidou-se no seu apartamento em Varsóvia no dia 24 de julho de 1979, deixando um último poema: "List do pozostałych" ("Uma carta aos que ficam").

### Poesia
- Dużo ognia (1963)
- Przystępuję do ciebie (1968)
- Po ogrodzie niech hula szarańcza (1968)
- Kropka nad ypsilonem (1975)
- Missa pagana (1978)

### Coleções de contos
- Jeden dzień (1962)
- Falując na wietrze (1966)
- Się (1977)

### Romances
- Cała jaskrawość (1969)
- Siekierezada albo zima leśnych ludzi (1971)

### Outra prosa
- Wszystko jest poezja: Opowieść-rzeka (1975)
- Fabula rasa (rzecz o egoizmie) (1979)
- Fabula rasa (apendyks) (1979)
- Oto (Here) (1979)

### Antologias
- Poezja i proza (1982)
  - Vol. 1 Wiersze, poematy, piosenki, przeklady
  - Vol. 2 Opowiadania
  - Vol. 3 Powieści
  - Vol. 4 Wszystko jest poezja
  - Vol. 5 Fabula rasa. Z wypowiedzi rosproszonych